# Рацинська Дача
Рацинська Да́ча — село в Україні, у Бузькій сільській громаді Вознесенського району Миколаївської області. Населення становить 244 особи. Село розташоване серед однойменного лісового заказника — Рацинська Дача.

## Населення

### Мова
Розподіл населення за рідною мовою за даними :
| Мова       | Кількість | Відсоток |
| ---------- | --------- | -------- |
| українська | 236       | 96.72%   |
| російська  | 8         | 3.28%    |
| Усього     | 244       | 100%     |